# Сіді-Бусаїд
Сіді-Бусаїд (араб. سيدي بو سعيد‎) — місто в Тунісі. Входить до складу вілаєту Туніс. Знаходиться за 20 км від столиці. Станом на 2004 рік тут проживало 4 793 особи.
Названа на честь релігійноі особи, Abu Said al-Baji,  що мешкала в цьому місті. Це місто приваблює туристів і його також називають біло-блакитним. Також це місто є осередком для багатьох митців.

## Туризм

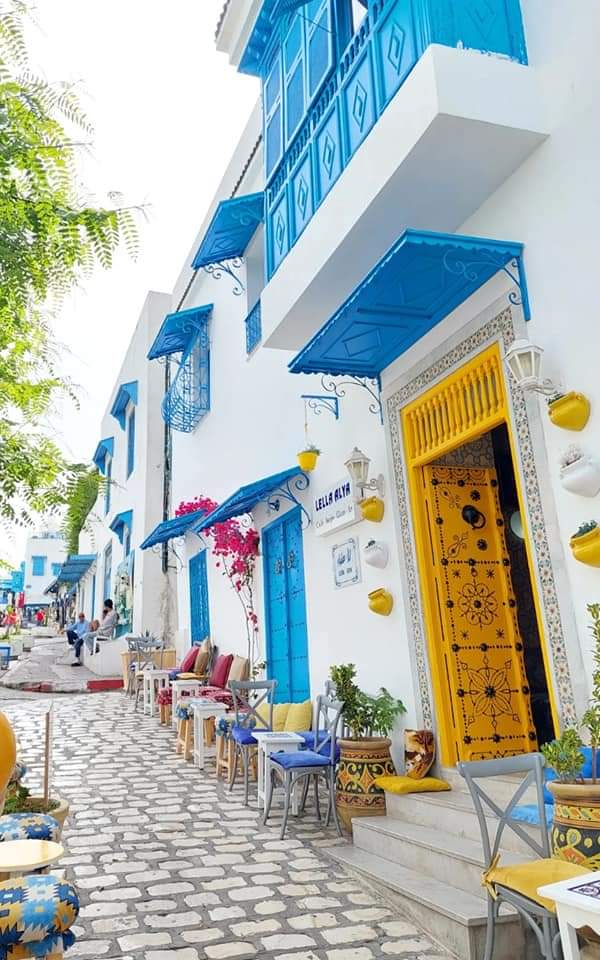
Вулиця в місті Сідібуї-Саїд

Місто насамперед відоме арабською та андалузькою архітектурою, де самі будівлі білого кольору, а двері та вікна розфарбовані бликитним кольором. 

## Історія
В 12-13 сторіччі до міста прибув Абу Саїд ібн Халаф (Abu Said Ibn Khalaf Yahya al-Tamimi al-Beji) та заснував святиню. Після його смерті в 1231 році він був там похований. 